# Código de Práctica de la Televisión Comercial Australiana
Las redes de televisión comercial de Australia deben cumplir el Código de Práctica de Televisión Comercial Australiana (Australian Commercial Television Code of Practice), que está regido por la Autoridad Australiana de Medios de Comunicación (Australian Communications and Media Authority, ACMA), con Free TV Australia como mediadora entre las redes y la ACMA, así como para tramitar las quejas de los espectadores.
Las clasificaciones de cada programa transmitido por televisión son decididas por oficiales de clasificación capacitados en cada red.
Si los televidentes creen que una red ha infringido el Código de Práctica de la Televisión (se ha dado una clasificación incorrecta, por ejemplo), los televidentes pueden presentar una denuncia a Free TV Australia, que a su vez la presenta a la red. Si los televidentes no están satisfechos con el resultado, pueden remitir su queja a la ACMA para que se investigue.

## Calificaciones específicas para niños
Las zonas horarias se rigen además por el Australian Commercial Television Code of Practice, además del Código de Práctica Comercial. Ambos son similares a las clasificaciones G y PG, respectivamente, en lo que respecta al contenido permitido, pero están dirigidos específicamente a los niños, mientras que la G especifica el contenido de la programación que es adecuado para todas las audiencias, pero que no necesariamente puede ser de interés para los niños.
| Símbolo          | Abreviación | Nombre                      | Descripción |
| ---------------- | ----------- | --------------------------- | --- |
| P-rated (pink)   | P           | Preschoolers (Preescolares) | Programas destinados a preescolares; las emisoras comerciales deben mostrar al menos 130 horas de contenido de categoría P cada año. |
| C-rated (orange) | C           | Children (Niños)            | Programas destinados a los niños (menores de 14 años, excepto para niños en edad preescolar); las estaciones comerciales deben mostrar al menos 260 horas de contenido clasificado C cada año entre 7 a. m. y 8:30 a. m. o entre 4 p. m. y 8:30 p. m. entre semana o 7 a. m. y 8:30 p. m. los fines de semana y las vacaciones escolares. El contenido de categoría C está sujeta a ciertas restricciones y limitaciones en la publicidad. |

## Calificaciones estándar
Se pretende que las clasificaciones sean equivalentes a las clasificaciones de la Junta de Clasificación de Australia (ACB) del mismo nombre. Normalmente se presentan con la misma forma y a veces con el mismo color que sus homólogas del ACB.
A partir de diciembre de 2015, la ACMA introdujo cambios radicales en el sistema de clasificación de las redes comerciales. Entre ellos se permitió que los programas M y MA15+ salieran al aire una hora antes de lo que se permitía anteriormente, a partir de las 7:30 p. m. y las 8:30 p. m. respectivamente, los programas PG pueden salir al aire todo el día, disolviendo la clasificación AV15+, así como los cambios de cuándo pueden salir al aire los anuncios con clasificaciones más altas del programa.
| Símbolo              | Abreviación | Nombre                                                                                              | Descripción |
| -------------------- | ----------- | --------------------------------------------------------------------------------------------------- | --- |
| G-rated (green)      | G           | General                                                                                             | Exhibición general, apta para todas las edades pero no necesariamente destinada a los niños. El contenido es MUY LEVE en el impacto. El contenido G puede salir al aire en cualquier momento del día. |
| PG-rated (yellow)    | PG          | Parental Guidance Recommended (Guía Paternal Recomendada)                                           | Se recomienda la orientación de los padres para los espectadores jóvenes. El contenido es LEVE en el impacto; Los elementos en estos programas pueden requerir la supervisión de los padres para los niños pequeños. El contenido PG puede salir al aire en cualquier momento del día. |
| M-rated (lime)       | M           | Mature (Maduro)                                                                                     | Recomendado para ser visto por personas de 15 años o más. El contenido es MODERADO en impacto; Estos programas pueden requerir una perspectiva madura y no se consideran adecuados para todos los niños. El contenido M solo puede ser transmitido entre las 7:30 p. m. y las 6:00 a. m. en cualquier día, y adicionalmente entre las 12:00 p. m. y las 3:00 p. m. en días escolares. |
| MA15+-rated (red)    | MA15+       | Mature Accompanied (Acompañado por un adulto)                                                       | No es apto para menores de 15 años. El contenido es FUERTE en el impacto; Se aconseja que las personas menores de 15 años no vean estos programas, debido a la fuerza de los elementos en su interior. La programación del MA15+ solo puede ser emitida entre las 8:30 p. m. y las 6:00 a. m. de un día cualquiera. El asesoramiento al consumidor es obligatorio. |
| AV15+-rated (purple) | AV15+       | Mature Accompanied (Adult Violence) (Acompañado por un adulto con violencia intensa) (Ya no se usa) | No es apto para menores de 15 años. La violencia es FUERTE en impacto; esta clasificación fue la misma que la del MA15+, excepto que la "AV" significa "Violencia Adulta". Esta categoría se usó específicamente para la programación extremadamente violenta. La clasificación AV solo se permitía exceder el contenido del MA15+ en base a la violencia, donde el material del MA15+ podía contener "algo de violencia". El material AV15+ podía llevar advertencias de advertencia para "violencia frecuente" o "violencia fuerte". El contenido AV15+ solo puede ser emitido entre las 9:30 p. m. y las 5:00 a. m. en cualquier día. El asesoramiento al consumidor es obligatorio. La clasificación AV15+ fue abolida después del 30 de noviembre de 2015. La violencia de fuerte impacto está ahora incorporada en la clasificación MA15+. |

Solo para "Pay Per View" adulto
| Símbolo | Abreviación | Nombre                             | Descripción |
| ------- | ----------- | ---------------------------------- | --- |
|         | R18+        | Restricted R18+ (Restringido R18+) | No se permite a nadie menor de 18 años visualizar o tener el material; esto se limita al "Pay Per View" para adultos VC 196 y 197, el acceso a estos programas está bloqueado por una contraseña personal. El contenido puede incluir escenas prolongadas de intensa violencia, situaciones sexuales, lenguaje grosero y fuerte consumo de drogas.                                                               |
|         | X18+        | Restricted X18+ (Restringido X18+) | Contiene material de naturaleza pornográfica. Nadie menor de 18 años puede legalmente alquilar, comprar, poseer, exhibir, contratar o ver estas películas. La exhibición o venta de estas películas a menores de 18 años es un delito penal que conlleva una multa máxima de 5500 dólares. |
|         | E           | Exempt (Exento de clasificación)   | Exento de clasificación; Solo tipos muy específicos de material pueden ser exentos de clasificación y el material no puede contener nada que exceda las limitaciones de la clasificación PG. Estos incluyen noticias y asuntos de actualidad, transmisiones deportivas, vídeos educativos y ciertos documentales. Sin embargo, muchas quejas han sido tratadas antes, en relación con las transmisiones en vivo. |

Las clasificaciones restringidas R18+ y X18+ no están permitidas para su emisión gratuita en Australia.
Muchas películas R18+ en DVD/Blu-ray se editan a menudo en canales de televisión/cable libre, para asegurar una clasificación MA15+ o inferior. Algunas películas que fueron clasificadas R18+ en DVD se han transmitido desde entonces en la televisión australiana con una clasificación MA15+.
Las dos redes de televisión de propiedad del gobierno, ABC y SBS, no están obligadas por las mismas regulaciones que sus contrapartes comerciales, y en su lugar cada una está obligada por sus propios Códigos de Práctica. Las pautas que proporcionan estos Códigos son similares pero no idénticas a los Códigos de Práctica para las estaciones comerciales. Por ejemplo, SBS se refiere a la clasificación MAV15+ en lugar de AV15+, mientras que ABC no utiliza la clasificación AV/MAV en absoluto; en cambio los programas clasificados MA15+ no deben comenzar antes de las 9:30 p.m., en lugar de las 9:00 p. m. Aunque la ABC reconoce la clasificación G, su código de práctica no requiere que muestre su símbolo de clasificación en el aire con respecto a la programación clasificada G.
Las redes de televisión de paga también tienen un sistema diferente al de las redes de televisión abierta. En general, todo el contenido de la televisión de pago debe recibir una de las clasificaciones anteriores; sin embargo, no suele haber restricciones en cuanto a la hora del día en que se puede emitir una programación determinada. No existe una clasificación R18+ para la televisión de pago, pero su uso está estrictamente limitado a los canales de interés especial. FOXTEL, una compañía de televisión de pago, tiene un sistema de bloqueo parental que puede ser programado por los padres para impedir que los niños vean ciertos programas. En 2009, el sistema funcionó mal, permitiendo a los niños el acceso a programas de televisión y películas violentas. Las restricciones de la programación clasificada como R18+ se han incrementado desde entonces, y esos programas ahora solo pueden ser mostrados en los dos canales para adultos.

### Advertencia al consumidor
El asesoramiento al consumidor es obligatorio para todos los programas MA15+ y únicos. Así como para las series muy cortas clasificadas M o superiores (como largometrajes, miniseries y documentales). Las redes comerciales han estado proporcionando asesoramiento al consumidor a todos los programas PG y M de todos modos. A partir del 8 de febrero de 2019, Nine Network, Seven Network, Network 10 y SBS junto con las redes regionales Prime7, GWN7, WIN Television y NBN Television ya no utilizan tableros de pantalla completa y de voz, antes del comienzo de un programa. En lugar de ello, optó por un pequeño cuadro de texto en la esquina inferior derecha (Nine) y superior izquierda (SBS, WIN, GWN7, Prime7, Seven y 10), mientras que ABC y Foxtel continúan usando tableros de pantalla completa y voz en off antes del comienzo de un programa.
El asesoramiento al consumidor se realiza mediante un anuncio escrito y verbal en pantalla completa al comienzo del programa, anunciando la clasificación, así como enumerando el tipo y la fuerza y/o la frecuencia de cualquier elemento clasificable. Además, cuando un programa lleva un aviso al consumidor, se muestran las abreviaturas apropiadas junto con el símbolo de clasificación después de cada corte comercial. También suelen aparecer en las guías de programación, normalmente en minúsculas para distinguirlas de las clasificaciones primarias. En general, estas abreviaturas son las siguientes:
- A: se utiliza para programas con temas de adultos o procedimientos médicos.
- V: se usa para programas que representan violencia.
- L: se usa para programas de lenguaje grosero.
- S: se usa para programas que muestran escenas de sexo simuladas y/o referencias.
- H: se usa para programas que contienen temas de horror o sobrenaturales.
- D: se utiliza para programas con referencias y/o uso de drogas.
- N: se utiliza para programas que contienen desnudos.

Para la violencia, el lenguaje grosero y escenas de sexo, la intensidad y/o frecuencia se menciona delante del consejo del consumidor. Estos incluyen: "mild (suave)", "stylised (estilizada)", "some (algo)", "frequent (frecuente)" o "strong (fuerte)". Por ejemplo: "strong violence scenes (escenas de violencia fuerte)".